# Bivolje Brdo
Bivolje Brdo (en cyrillique : Бивоље Брдо) est un village de Bosnie-Herzégovine. Il est situé dans la municipalité de Čapljina, dans le canton d'Herzégovine-Neretva et dans la fédération de Bosnie-et-Herzégovine. Selon les premiers résultats du recensement bosnien de 2013, il compte 1 047 habitants.

## Histoire
Dans le village, la tour Pašić, construite au XVIe siècle, est inscrite sur la liste des monuments nationaux de Bosnie-Herzégovine.

## Démographie

### Évolution historique de la population
| 1948 | 1953 | 1961 | 1971 | 1981 | 1991 | 2013  |
| ---- | ---- | ---- | ---- | ---- | ---- | ----- |
| -    | -    | 927  | 942  | 890  | 841  | 1 047 |

|  |

### Communauté locale
En 1991, la communauté locale de Bivolje Brdo comptait 1 297 habitants, répartis de la manière suivante :